# Hans van de Haar
Johannes „Hans“ van de Haar (* 1. Februar 1975 in Amersfoort) ist ein niederländischer ehemaliger Fußballspieler und jetziger Fußballtrainer. Er spielte von 1998 bis 2001 im deutschen Profi-Fußball.

## Laufbahn
Van de Haar spielte zunächst in der Jugend von USV Elinkwijk und FC Utrecht, ehe er für ein Jahr in die Jugendabteilung von Ajax Amsterdam wechselte. 
1994 ging er zu HFC Haarlem, die in der Eerste Divisie spielten. Sein Profidebüt am 1. Oktober 1994 ging allerdings mit 1:4 gegen Fortuna Sittard verloren. Nach zwei Jahren wechselte er in die Eredivisie zu De Graafschap Doetinchem.
1998 wurde man auch in Deutschland auf van de Haar aufmerksam und der Zweitligist KFC Uerdingen 05 verpflichtete ihn am Ende der Transferperiode im Oktober des Jahres. Hier wurde er schnell Stammspieler, konnte aber den Abstieg in die Regionalliga nicht verhindern.
Daraufhin wechselte van de Haar zum SSV Ulm 1846, die überraschend in die Bundesliga aufgestiegen waren. Er war der erste von vier Ulmern, die am 10. September 1999 bei der 1:2-Auswärtsniederlage bei Hansa Rostock des Feldes verwiesen wurden und damit einen Bundesligarekord aufstellten: Van de Haar sah in der 45. Minute des Spiels nach zwei Fouls die Gelb-Rote Karte. Seinen ersten Treffer in der höchsten deutschen Spielklasse markierte er am 25. September 1999 beim 2:2-Unentschieden bei Werder Bremen, als er in der 75. Minute einen Foulelfmeter zur zwischenzeitlichen 2:1-Führung verwandeln konnte. Insgesamt gelangen ihm in der Saison zehn Tore und van de Haar ist damit bester Bundesligatorschütze des Vereins. Auch nach dem Abstieg blieb er den Spatzen treu, mehrere Verletzungen (unter anderem Stauchung der Halswirbelsäule, Zeckenstich) legten ihn jedoch längerfristig lahm, so dass er wegen einer manisch-depressiven Erkrankung behandelt werden musste. So kam er nur auf acht Spiele in der zweiten Liga, einzig gegen den FC St. Pauli konnte er treffen. Somit konnte er dem Verein kaum im Abstiegskampf helfen und stieg auch in seiner dritten Saison in Deutschland ab.
Van de Haar versuchte sich daraufhin kurzzeitig in Österreich bei Schwarz-Weiß Bregenz, kehrte aber bereits nach nur einem halben Jahr in der österreichischen Bundesliga wieder in die Niederlande zurück und unterschrieb bei seiner ersten Erstligastation De Graafschap. Als diese 2003 aus der Eredivisie abstiegen, ging er zu seinem einstigen Jugendverein FC Utrecht. 2005 wechselte er zum RKC Waalwijk, wo er zwei Spielzeiten zum Stammkader gehörte. Im Sommer 2007 kam er sechsmal in den Abstiegsspielen zum Einsatz; da er ohne Torerfolg blieb, konnte er jedoch den Abstieg des Klubs in die Eerste Divisie nicht verhindern. Er verließ den Verein und wechselte zum Zweitligisten ADO Den Haag, wo er einen Vertrag bis 2009 erhielt und zum Wiederaufstieg des Vereins in die Eredivisie im Sommer 2008 beitrug, dann aber in der Planung des neuen Trainers André Wetzel keine Berücksichtigung mehr fand. Im September 2008 wurde van de Haar an AGOVV Apeldoorn ausgeliehen, bei dem er in der Spielzeit 2009/2010 auf Amateurbasis spielte.
Van de Haar ist im Besitz einer Amateurtrainerlizenz und war von April 2009 an Koordinator des Jugendfußballs beim Amateurverein SC Hoevelaken.
Ab Mai 2010 spielte van de Haar in der Mannschaft des Dayton Dutch Lions FC in der US-amerikanischen und kanadischen USL Premier Development League. Er erhielt einen Vertrag mit einer Laufzeit von zweieinhalb Jahren. Nach Ende der Saison 2010 verließ er die Lions in Richtung SV Spakenburg. 2012 ließ er seine aktive Karriere bei Veensche Boys in den Niederlanden ausklingen.
Seit Juli 2013 trainiert er den niederländischen Drittligisten FC Lienden.